# 希默爾賴希山 (施拉德明陶恩山脈)
47°19′33″N 13°49′28″E / 47.32583°N 13.82444°E
希默爾賴希山（德語：Himmelreich），是奧地利的山峰，位於該國東南部，由施泰爾馬克州負責管轄，屬於施拉德明陶恩山脈的一部分，處於霍赫維爾德施泰勒山以南，海拔高度2,500米。